# Station Baarle-Nassau Grens

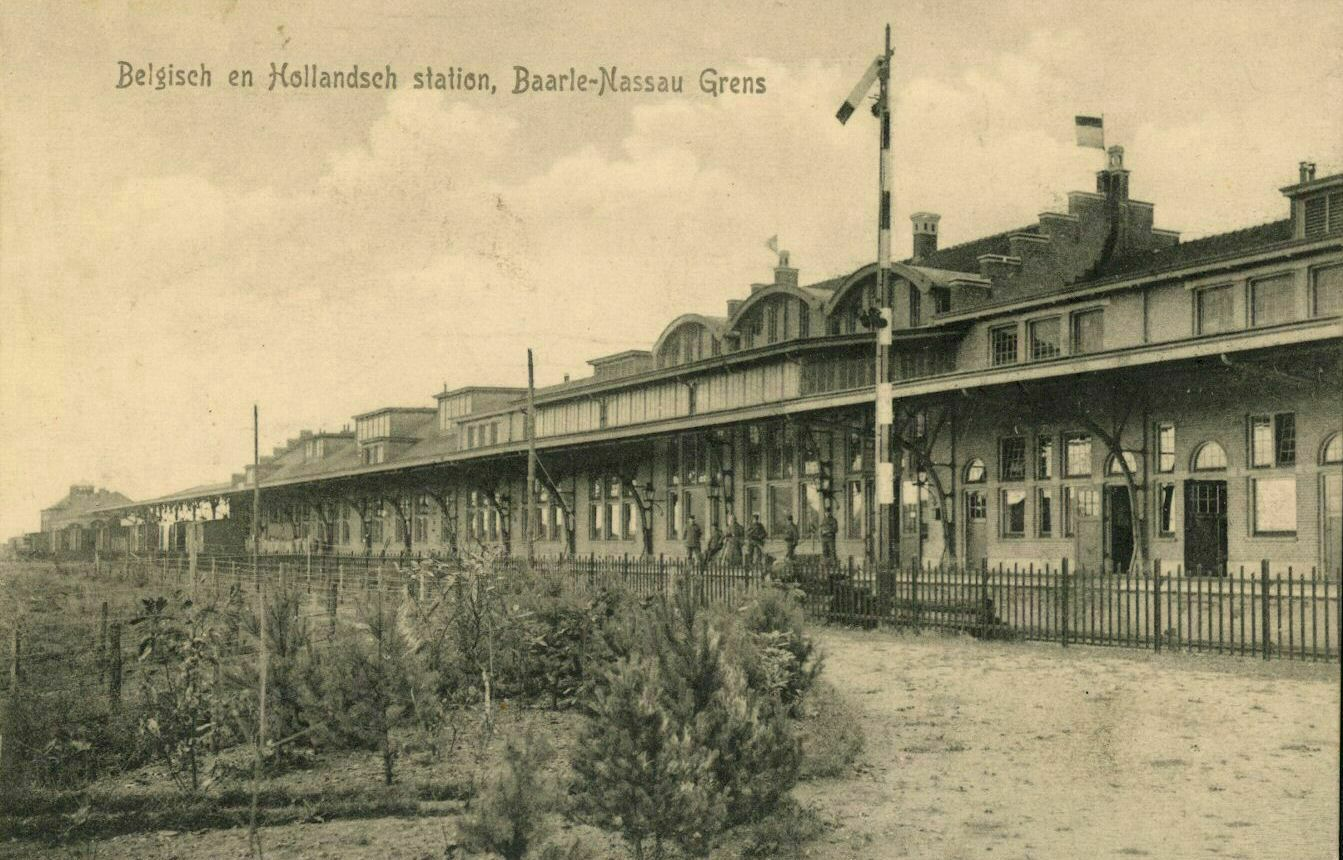
Het station tussen 1905 en 1915

Station Baarle-Nassau Grens of Weelde-Staat is een voormalig spoorwegstation, gebouwd in 1906 in Baarle-Nassau Grens aan de Belgisch-Nederlandse grens, dat een van de stations van de spoorlijn Tilburg - Turnhout (een deel van spoorlijn 29) was. De architect van het station was George Willem van Heukelom.  Het station had twee verschillende namen, Baarle-Nassau-Grens voor de Nederlandse helft, Weelde-Staat voor de Belgische kant.
Kort na 1900 kocht de Maatschappij tot Exploitatie van Staatsspoorwegen een lap grond van de eigenaren. Het betrof een stuk grond langs de spoorlijn. Er waren grootse plannen waarbij er samengewerkt werd met de Belgische Spoorwegen. Op de grens moest het station komen met uitstekende douanefaciliteiten. De spoorlijn moest ook het goederenvervoer via station Roosendaal ontlasten en moest het reizigersvervoer tussen Amsterdam en Parijs vergemakkelijken.
Bij het station zouden er ruime mogelijkheden zijn voor parkeren, rangeren en laden en lossen van de treinen. Hiervoor waren ruim drieëntwintig kilometer spoor en honderd wissels beschikbaar. Op een bepaalde plek lagen vijftig sporen naast elkaar. In het bos zijn restanten van een draaischijf te vinden.
In 1934 werd het personenvervoer op de spoorlijn definitief gestaakt. In 1959 werd het grootste deel van het "nieuwe" stationsgebouw van Baarle-Nassau Grens gesloopt, maar de muren van de perrons bleven staan. De goederentrein reed toen nog tweemaal per dag. Op 1 juni 1973 reed de laatste officiële trein.